# Topești (okręg Vrancea)
Topești – wieś w Rumunii, w okręgu Vrancea, w gminie Bârsești. W 2011 roku liczyła 466
mieszkańców.